# Вітвицький Микола Михайлович

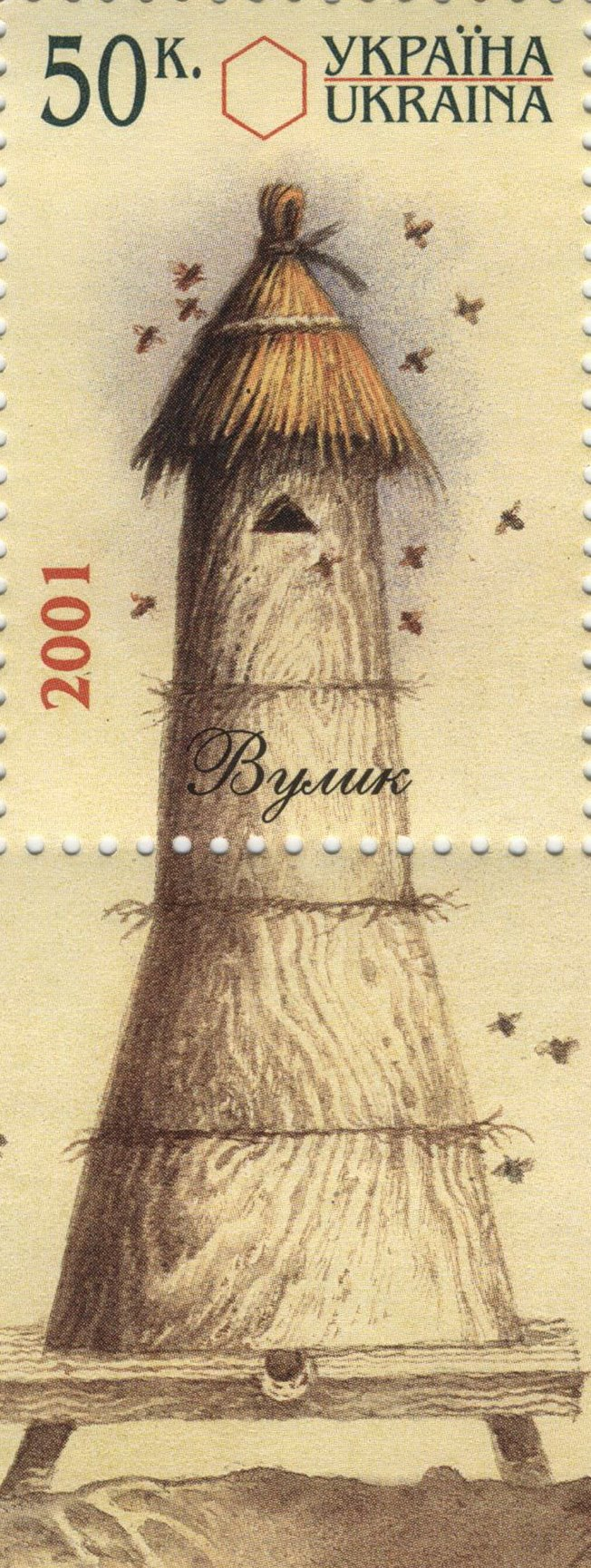
Вулик Вітвицького на поштовій марці

Микола Вітви́цький — бджоляр, винахідник багатоповерхового дзвоноподібного вулика.

## Біографія
Народився 16 травня 1780 року в старовинному селі Жураки, в мальовничій місцевості, недалеко від сучасного райцентру Богородчани, обабіч стрімкої Бистриці Солотвинської. На той час Галичина перебуває у складі Габсбурзької монархії. Поблизу знаходиться Манявський скит, заснований на початку XVII століття, в якому ченці, окрім духовних справ, займались також бджільництвом.
Миколині батьки — Михайло й Катерина з родів Вітвицьких та Жураківських — належали до селян-середняків і мали пасіку на власному обійсті. Вже дорослий Микола Вітвицький пригадував: «З дитячих літ я, як і батько, любив бджіл. На батьковій пасіці були зроблені власноруч два вулики, які доглядав сам». Микола Михайлович закінчив філософський факультет Львівського університету, працював професором у Кременецькому ліцеї, що на Тернопільщині. М. Вітвицький здобув фундаментальні знання про розвиток бджолиної сім'ї в Саксонії, яку він відвідав у молоді роки.
Відтоді, як дослідили галицькі краєзнавці Михайло Рудковський та Богдан Рудка, Вітвицький дев'ять років активно займався бджільництвом на Поділлі, поки не придбав невеликий маєток у селі Вулька Любітовська Ковельського повіту на Волині, куди переїхав із сім'єю, і всього себе присвятив бджолам. Саме тут він першим у світі винайшов дзвоноподібний вулик, що дало поштовх інтенсивному розвитку промислового бджільництва.
«Вітвицький жив в один час з Петром Прокоповичем, котрий на власній пасіці використовував штучне житло для бджіл. В ті часи для того, аби поласувати медом, людина знищувала сіркою бджіл і виймала щільники з дупла. В новому розбірному рамковому вулику, якій розробив і використовував П. Прокопович, відпала потреба закурювати бджіл і завдяки цьому вони залишались живими. М. Вітвицький пішов далі і сконструював багатоповерховий промисловий вулик, що роз'єднувався на частини і був подібний до дупла — природного житла бджіл. Микола Михайлович дуже любив кочувати з бджолами, часом на відстань до 300—400 кілометрів. Він транспортував вулики на підводах, запряжених кіньми або волами. Переміщаючись з однієї місцевості до іншої, наш земляк знаходив найкращі медоносні степові, лугові та лісові угіддя».

## Досягнення
Свій найбільший винахід — багатоповерховий дзвоноподібний вулик — Микола Вітвицький зробив у 1828 році в Україні. Звуження догори поперечного перерізу 2-х верхніх корпусів надавало можливість бджолам самим обирати перед зимівлею відповідний величені клуба поперечний переріз, а повесні автоматично розширюватись зі збільшенням поперечного простору.
1. Калініченко, Юрій (1998). Матеріали ХЇЇ міжнародний конгрес з бджільництва апіславії (українською). Київ: УААН інститут бджільництва ім Прокоповича. с. 77 — 79.

. Він надзвичайно любив Галичину, Поділля та Волинь, однак змушений був півтора десятиліття жити в Московщині, куди його вислали в листопаді 1831 року за участь у польському повстанні (див. Польське визвольне повстання 1830-31). В той час він видав одну з найпопулярніших своїх праць — «Практическое пчеловодство», яка складалася з чотирьох частин і була перевидана невдовзі після смерті автора.
З 1838 року він керує школою бджільництва в містечку Лесіно (60 км на Південь від Санкт-Петербургу). В Росії 1836 року він видає російською мовою власну працю «О практическом пчеловодстве», а в 1843 році видає книгу «Стеклянный улей». Ця праця полегшила дослідникам вивчення біології бджолиної сім'ї. В 1847 році Микола Вітвицький поселяється у селі Диканька на Полтавщині. Тут на прохання знатного князя Кочубея він опікується його величезною пасікою, яка складалася з майже чотирьох тисяч вуликів. М. Вітвицький помер в 1853 році у віці 73 роки і був похований на цвинтарі біля Миколаївської церкви у Диканьці.

## Послідовники
- Любінецький Юліан (1802—1862) — чудовий практик, пристрасний пропагандист бджільництва. Через матеріальні труднощі змушений був залишити навчання на філософському відділенні Львівського університету і почав працювати в поміщицьких маєтках. Бджіл завів в 1826 р. Тямущий і спостережливий, він добре вивчив їх життя, звернувши увагу на недоліки утримання бджіл в нерозбірних вуликах. Любелецький почав переписуватися с Я. Дзержоном і став прихильником його лінійкового вулика. У 1831 р. в Перемишлянах біля Львова купив будинок з великою ділянкою землі і заклав велику пасіку (близько 200 бджолиних сімей) В 1837 р. відкрив приватну школу бджільництва, яка незабаром стала широко відомою. У 1860 р. було видано його «Повне практичне керівництво для пасічників», одна з найкращих книг того часу. У 1876 р. вона була видана російською мовою і відразу стала настільною книгою багатьох бджолярів.
- Цєсєльський Теофіл (Teofil Ciesielski) (1846—1916 рр.) — відомий учений-біолог, знаменитий бджоляр. Здобув університетську освіту в Берліні. З 1872 р. професор ботаніки Львівського університету. Зробив великий внесок до розвитку бджільництва, в тому числі у вивчення біології і фізіології бджіл. Винайшов вулик, що набув в ті часи широкого розповсюдження в Польщі і західних районах України. В результаті багаторічних спостережень Цєсєльський прийшов до висновку, що в місцевостях з єдиним нетривалим головним медозбором доцільно відбирати з сімей маток, щоб бджоли не витратили ні сил, ні корму на непотрібний в даний період розплід. Автор багатьох статей, наукових повідомлень, популярних книг з бджільництва. Найбільш відома двотомна праця «Промислове бджільництво, засноване на науці і багатобічному досвіді, або прибуткове пасічне господарство», що витримала декілька видань на польській і російській мовах.